# Pomadasys incisus
Crocro, Grondeur Métis, Ronfleur
Espèce
Statut de conservation UICN

 LC  : Préoccupation mineure
Pomadasys incisus, le Crocro, Grondeur Métis ou Ronfleur, est une espèce de poissons marins et d'eau saumâtre de la famille des Haemulidae.

## Description
Pomadasys incisus peut mesurer jusqu'à 53,5 cm de longueur totale mais sa taille habituelle est d'environ 25 cm. Son espérance de vie maximale enregistrée est de 7 ans.

## Répartition
Ce poisson se rencontre en mer Méditerranée (sur les côtes sud du Maroc jusqu'à la Turquie mais également sur les côtes espagnoles, françaises, italienes et grecques) et dans l'Atlantique est, depuis le Sud de l'Espagne jusqu'à l'extrême Nord de la Namibie. On le retrouve aussi dans les îles de l'Atlantique est (Madère, Canaries, Cap-Vert, Sao Tomé-et-Principe. Il est présent entre 10 et 100 m de profondeur.

## Systématique
Le nom valide complet (avec auteur) de ce taxon est Pomadasys incisus (Bowdich, 1825).
L'espèce a été initialement décrite en 1825 sous le protonyme Anomalodon incisus par Sarah Bowdich Lee dans une publication de son mari, Thomas Edward Bowdich,.
Ce taxon porte en français les noms vernaculaires ou normalisés suivants : Crocro, Grondeur Métis,, Ronfleur.
Pomadasys incisus a pour synonymes :
- Anomalodon incisus Bowdich, 1825
- Dacymba bennetti (Lowe, 1938)
- Orthopristis bennetti (Lowe, 1838)
- Pomadasis bennettii (Lowe, 1838)
- Pomadasys benetti (Lowe, 1838)
- Pomadasys bennetti (Lowe, 1838)
- Pomadasys bennettii (Lowe, 1838)
- Pristipoma benetti Lowe, 1838
- Pristipoma bennetti Lowe, 1838
- Pristipoma bennettii Lowe, 1838
- Pristipoma ronchus Valenciennes, 1838

### Étymologie
Son épithète spécifique, incisus, n'a pas d'étymologie avérée mais pourrait faire référence à sa nageoire dorsale profondément entaillée.

### Publication originale
- (en) Mrs Bowdich, « Fishes of Madeira », dans T. Edward Bowdich, Excursions in Madeira and Porto Santo, during the autumn of 1823, while on his third voyage to Africa, Londres, 1825, 278 p. (lire en ligne), p. 237.